# Famille de Lacretelle
La famille de Lacretelle est une famille de la noblesse française subsistante.

## Histoire
Cette famille est originaire de la ville de Metz en Moselle.
Elle fut anoblie en 1822 sous la seconde Restauration.
Elle compte parmi ses membres deux députés et trois académiciens.
Elle a été représentée au Jockey Club de Paris.

## Personnalités
- Pierre Louis de Lacretelle (1751-1824), député de la Seine, académicien
- Jean Charles de Lacretelle (1766-1858), avocat, journaliste, historien, académicien
- Pierre-Henri de Lacretelle (1815-1899), député de Saône-et-Loire
- Jacques de Lacretelle (1888-1985), romancier, académicien
- Anne de Lacretelle (1934), écrivaine, épouse d'Antoine de Labriffe et châtelaine d'Amfreville-sur-Iton

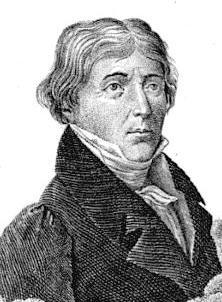
Pierre Louis de Lacretelle
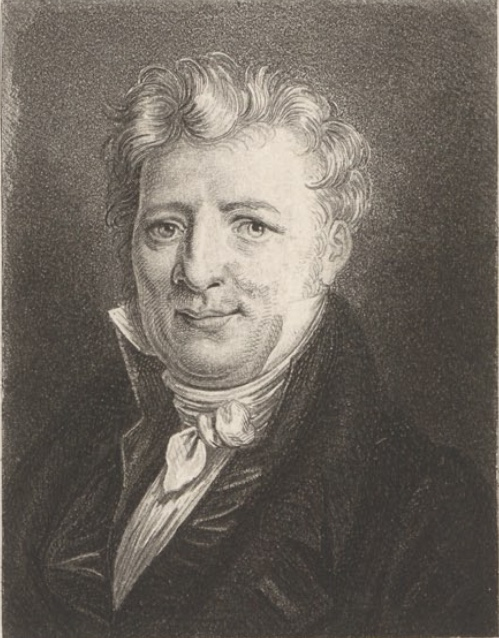
Jean Charles de Lacretelle
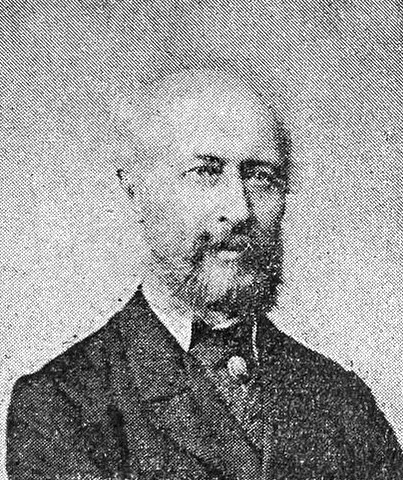
Pierre-Henri de Lacretelle
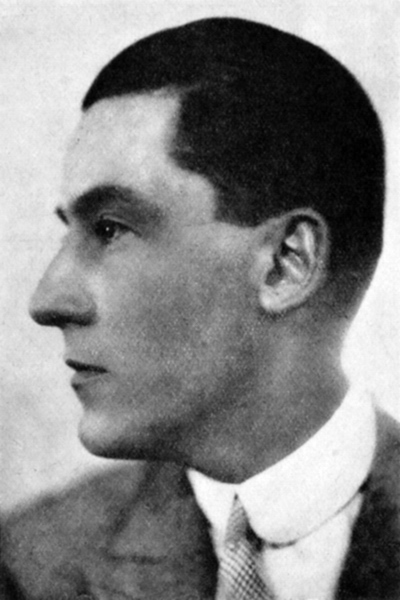
Jacques de Lacretelle
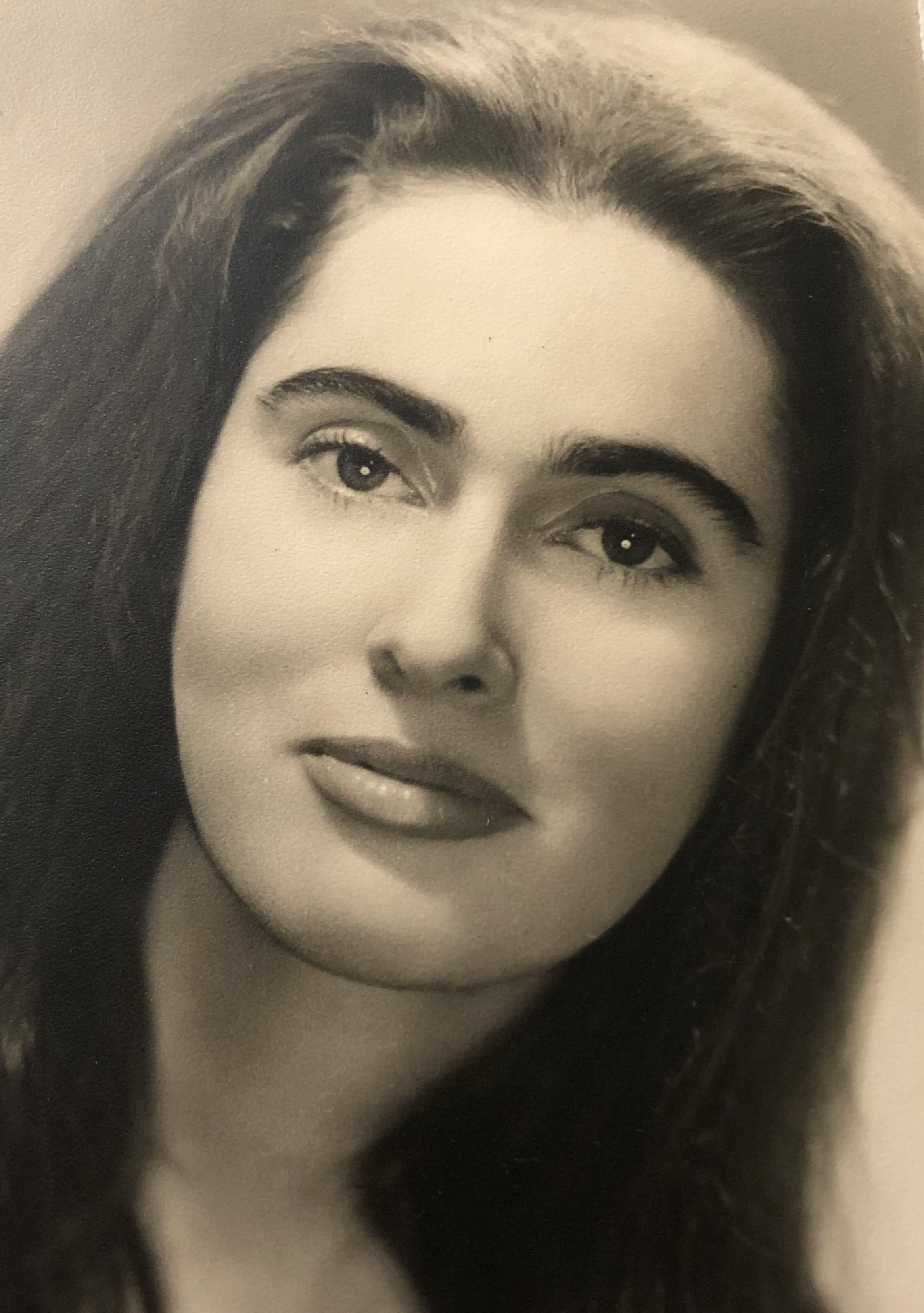
Anne de Lacretelle

## Alliances
Les principales alliances de la famille de Lacretelle sont : Jacobé de Naurois, de Labriffe (1960), etc.

## Demeures
- Château de Cormatin (Saône-et-Loire)
- Château d'Ô (Orne)
- Château de Brécy (Calvados)

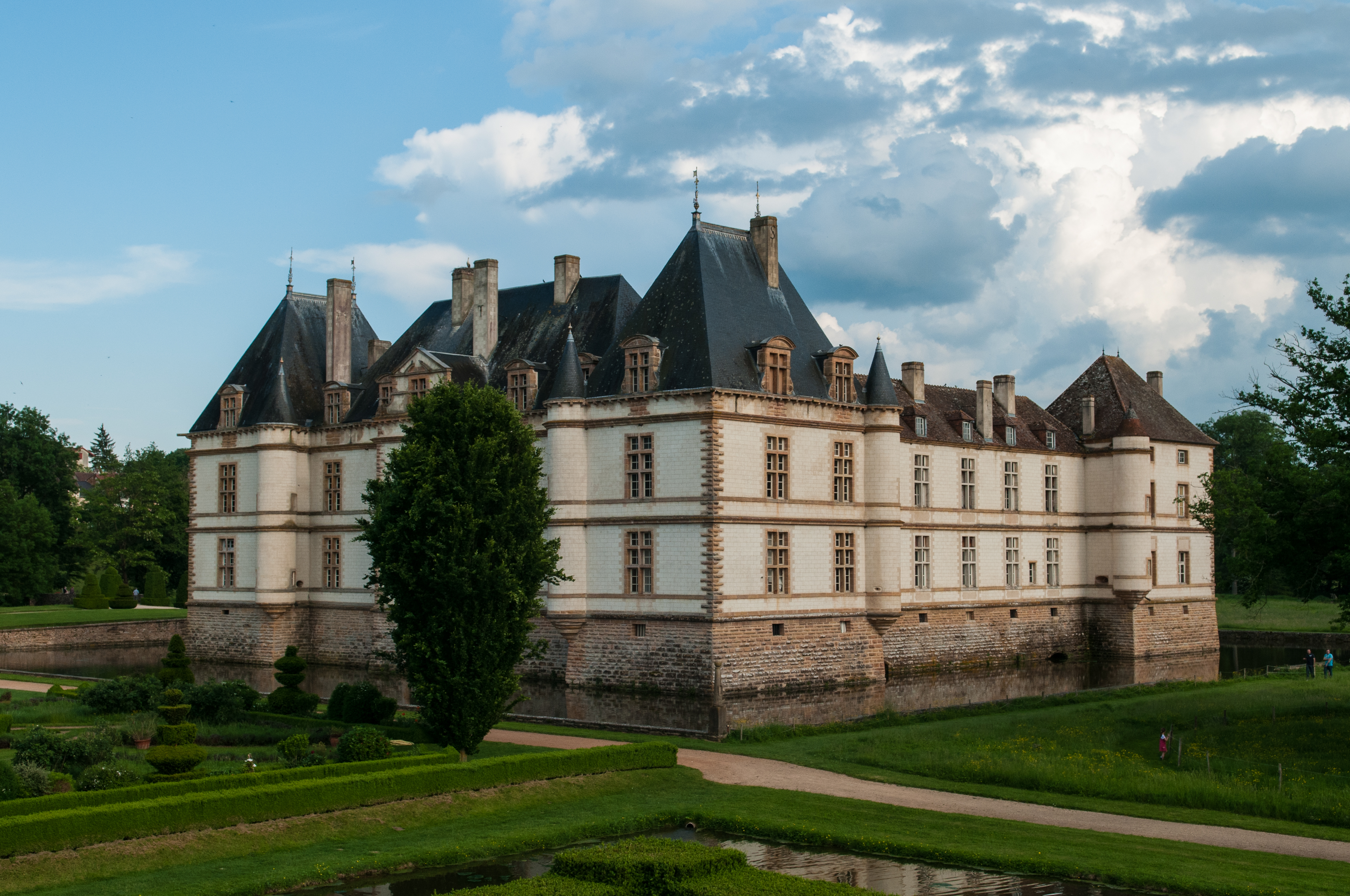
Le château de Cormatin
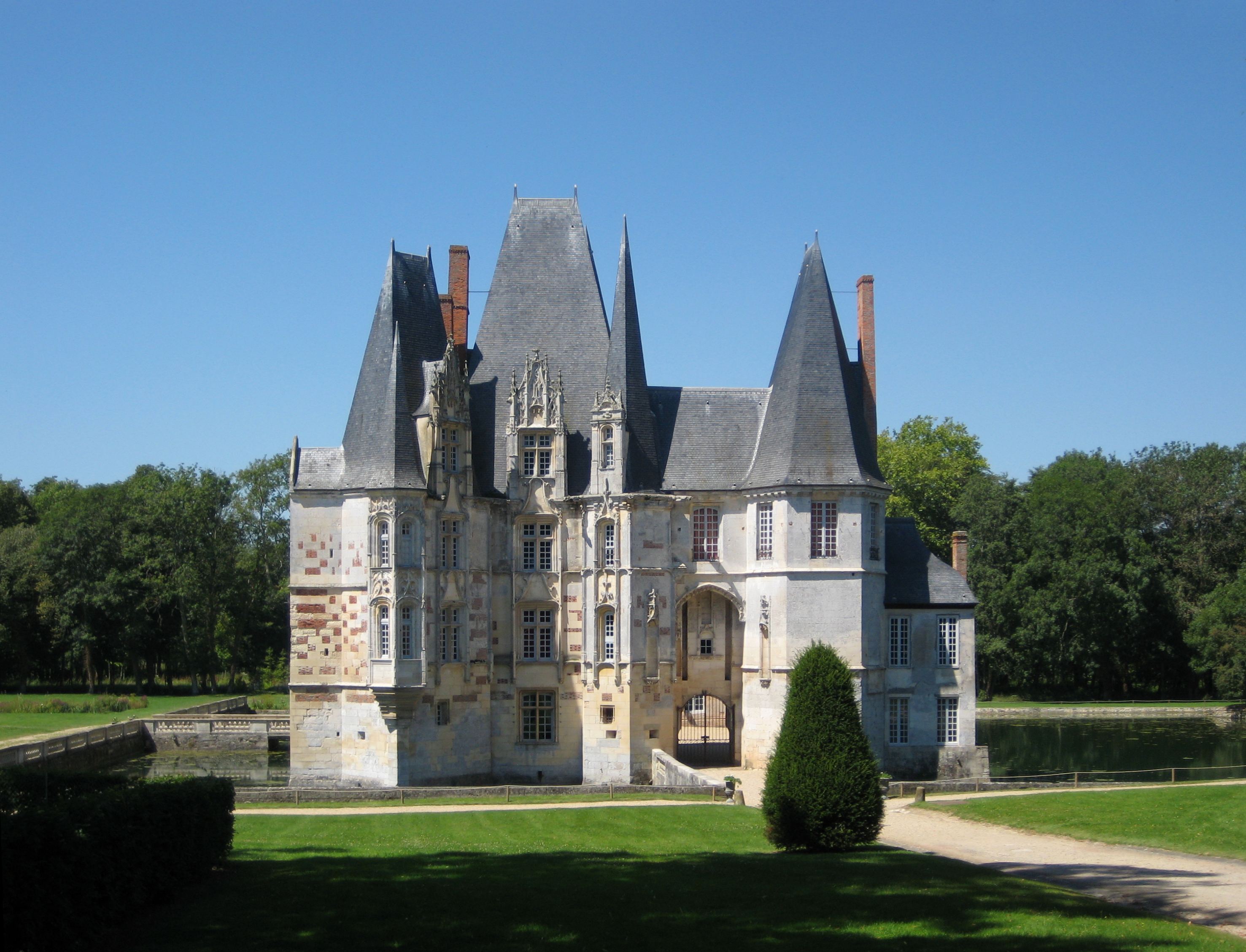
Le château d'Ô
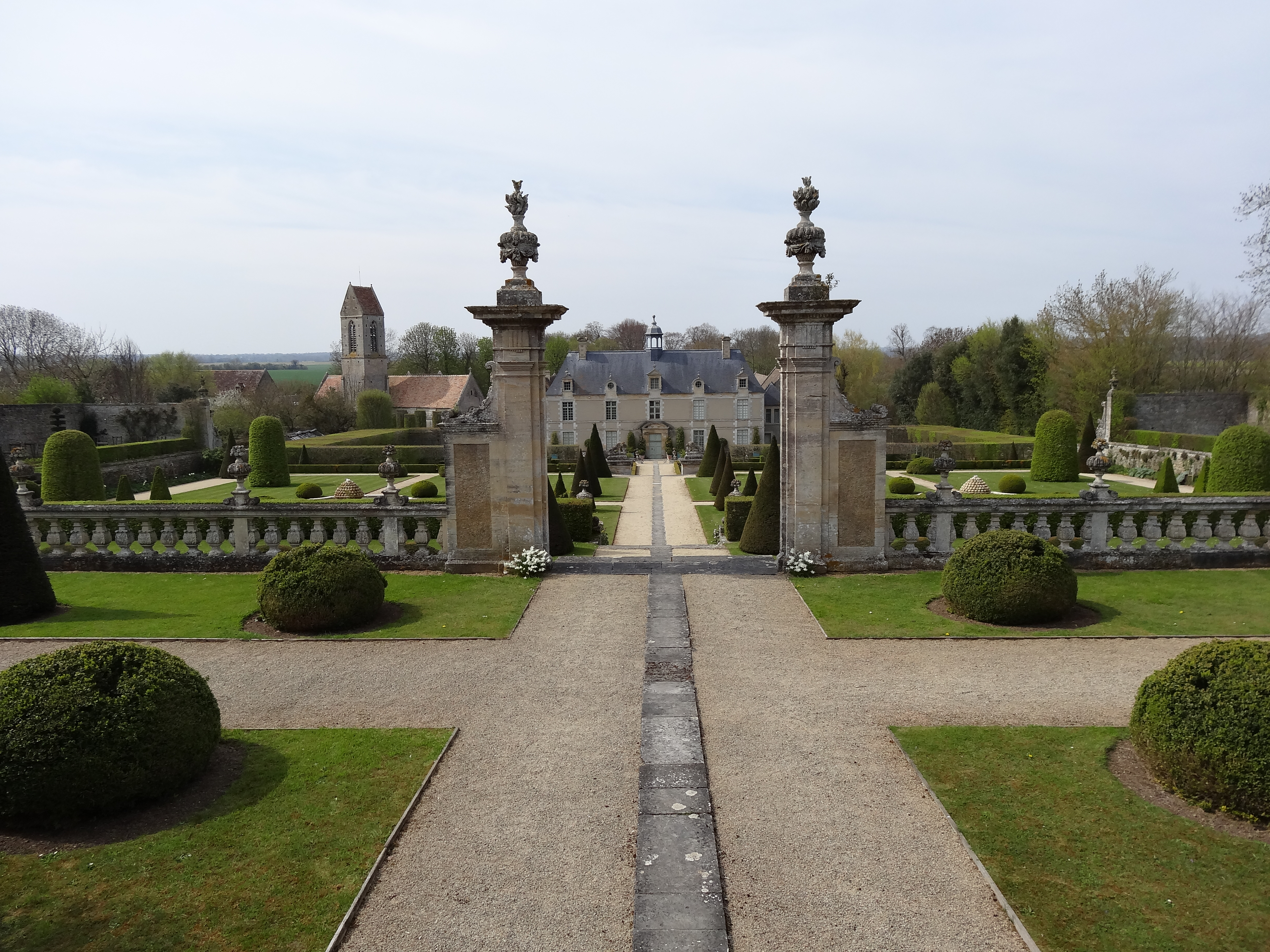
Le château de Brécy

## Pour approfondir